# Mount Bergin
Mount Bergin ist ein 700 m hoher Berg im ostantarktischen Enderbyland. Er ragt 6 km westlich des Mount Maslen in den Raggatt Mountains auf.
Kartiert wurde er anhand von Luftaufnahmen, die 1956 im Rahmen der Australian National Antarctic Research Expeditions entstanden. Das Antarctic Names Committee of Australia (ANCA) benannte ihn nach Robert D. Bergin, Funker auf der Mawson-Station im Jahr 1956.